# Eduardo Noriega (acteur mexicain)
Pour les articles homonymes, voir Noriega et Eduardo Noriega.
Eduardo Noriega est un acteur mexicain né le 25 septembre 1916 à Mexico, et mort dans cette ville le 14 août 2007.

## Filmographie partielle

### Cinéma
- 1949 : El Paso, ville sans loi (El Paso) de Lewis R. Foster
- 1950 : L'Aigle et le Vautour (The Eagle and the Hawk) de Lewis R. Foster
- 1953 : Les Pillards de Mexico (Plunder of the Sun) de John Farrow
- 1953 : Capitaine Scarlett (Captaine Scarlett) de Thomas Carr
- 1955 : Le Brave et la Belle (The Magnificent Matador) de Budd Boetticher
- 1955 : Horizons lointains (The Far Horizons) de Rudolph Maté
- 1955 : Les Îles de l'enfer (Hell's Island) de Phil Karlson
- 1961 : Les Frères Del Hierro (Los hermanos Del Hierro) de Ismael Rodríguez
- 1958 : Duel dans la Sierra (The Last of the Fast Guns) de George Sherman
- 1979 : La Secte de l'enfer (Guyana: Crime of the Century) de René Cardona Jr.
- 1981 : La Grande Zorro (Zorro, The Gay Blade) de Peter Medak

### Télévision
- 1994 : Prisionera de amor, telenovela